# Hoplobunus russelli
Hoplobunus russelli is een hooiwagen uit de familie Stygnopsidae.